# Asante Kotoko
Asante Kotoko is een Ghanese voetbalclub uit Kumasi. Het is een van de succesvolste clubs van het land.

## Erelijst

### Nationaal
- Ghana Premier League (24x)

1959, 1964, 1965, 1967, 1968, 1969, 1972, 1975, 1980, 1981, 1982, 1983, 1986, 1987, 1988, 1991, 1992, 1993, 2005, 2008, 2012, 2013, 2014
- GFA Normalization Committee Special Competition (1x)

2019
- FA Cup (9x)

1958, 1959, 1960, 1978, 1984, 1998, 2001, 2014, 2017
- Ghana Super Cup (3x)

2012, 2013, 2014

### Continentaal
- African Cup of Champions Clubs/CAF Champions League:

1970, 1983

### OverigeGFA-titels
- SWAG Cup (16x)

1981, 1988, 1989, 1990, 1991, 1992, 1993, 1998 (shared), 2001, 2003, 2005, 2008
- Ghana Telecom Gala (3x)

2000, 2001, 2005
- Ghana Top Four Cup (3x)

2003, 2007
- President's Cup (8x)

1973, 1984, 2004, 2005, 2008, 2016, 2017, 2019
- GHALCA Special Cup

3x
- Ghana Top Eight Cup

3x
- Ghana Top Six Cup

2x
- Independence Cup

3x
- June 4th Cup

1x
- 31st December Revolution Cup

2x

## Bekende (oud-)spelers
- Harrison Afful
- Frank Amankwah
- James Kwesi Appiah
- Abdul Rahim Ayew
- Emmanuel Badu
- Emmanuel Boakye